# Râul Icazna
Râul Icazna este un curs de apă, afluent al râului Tismana.

## Hărți
- Harta munții Vâlcan  Arhivat în 15 iunie 2011, la Wayback Machine.